# Lethe yantra
Lethe yantra är en fjärilsart som beskrevs av Hans Fruhstorfer 1914. Lethe yantra ingår i släktet Lethe och familjen praktfjärilar. Inga underarter finns listade i Catalogue of Life.